# Aspropotamos (Grecia Centrale)
Aspropotamos (in greco Ασπροπόταμος?) è un ex comune della Grecia nella periferia della Grecia Centrale (unità periferica dell'Euritania) con 2 729 abitanti secondo i dati del censimento 2001.
È stato soppresso a seguito della riforma amministrativa, detta Programma Callicrate, in vigore dal gennaio 2011 ed è ora compreso nel comune di Agrafa.

## Località
Il comune è suddiviso nelle seguenti comunità:
- Kedra
- Lepiana
- Neo Argyri
- Prasia
- Raptopoulo